# ميكائيل لاندرو
ميكائيل لاندرو (بالفرنسية: Mickaël Landreau) لاعب كرة قدم فرنسي دولي سابق من مواليد 14 مايو 1979 في فرنسا، كان يلعب كحارس مرمى. سبق له أن لعب في كأس العالم لكرة القدم مع منتخب بلاده. أولى مبارياته الدولية كانت بتعادل سلبي ضد باستيا. وقد قرر الاعتزال ويعد أكثر لاعب لعب في الدوري الفرنسي حيث لعب 617مباراة سجل خلالها 0 أهداف
وقد حطم رقم لاعب موناكو جان لوك ايتوري.

## روابط خارجية
- ميكائيل لاندرو على موقع الاتحاد الدولي (مؤرشف)  (الإنجليزية)
- ميكائيل لاندرو على موقع رابطة كرة القدم الفرنسية للمحترفين (الإنجليزية)
- ميكائيل لاندرو على موقع قاعدة بيانات كرة القدم.إي يو (الإنجليزية)
- ميكائيل لاندرو على موقع بيانات كرة القدم. دي إي (الألمانية)
- ميكائيل لاندرو على موقع ليكيب (الفرنسية)
- ميكائيل لاندرو على موقع ناشيونال فوتبول تيمز (الإنجليزية)
- ميكائيل لاندرو على موقع Soccerbase.com (لاعب) (الإنجليزية)
- ميكائيل لاندرو على موقع Soccerway.com (الإنجليزية)
- ميكائيل لاندرو على موقع AS.com (الإسبانية)